# Alicja Dorabialska
Alicja Dorabialska (Sosnowiec, 14 de octubre de 1897-Varsovia, 7 de agosto de 1975), fue una química polaca.

## Trayectoria
Dorabialska nació en Sosnowiec, Tierra de Vístula, Imperio Ruso (actual Polonia) el 14 de octubre de 1897. Se graduó en un instituto de Varsovia en 1914 y al año siguiente se matriculó en el Departamento Físico-Matemático de los Cursos Superiores Femeninos de Moscú, donde se graduó en 1918. Se doctoró en la Universidad de Varsovia en 1922 y estudió con Marie Curie en el Instituto Radium de París en 1925. 
Dorabialska fue asistente en el Instituto de Química Física de la Universidad Politécnica de Varsovia de 1918 a 1932. Dos años después, fue nombrada profesora adjunta en el departamento de química física e inorgánica de la Politécnica de Lviv en 1934 y ejerció de jefa de departamento durante la Segunda Guerra Mundial. 
En 1945, fue ascendida a profesora titular y fue decana del departamento de química de 1945 a 1951. También fue directora del departamento de 1945 a 1968. Murió en 1975.
Dorabialska realizó su tesis sobre investigaciones termoquímicas del estereoisomerismo en las cetonas bajo la supervisión de Wojciech Świętosławski.